# Len Beadell

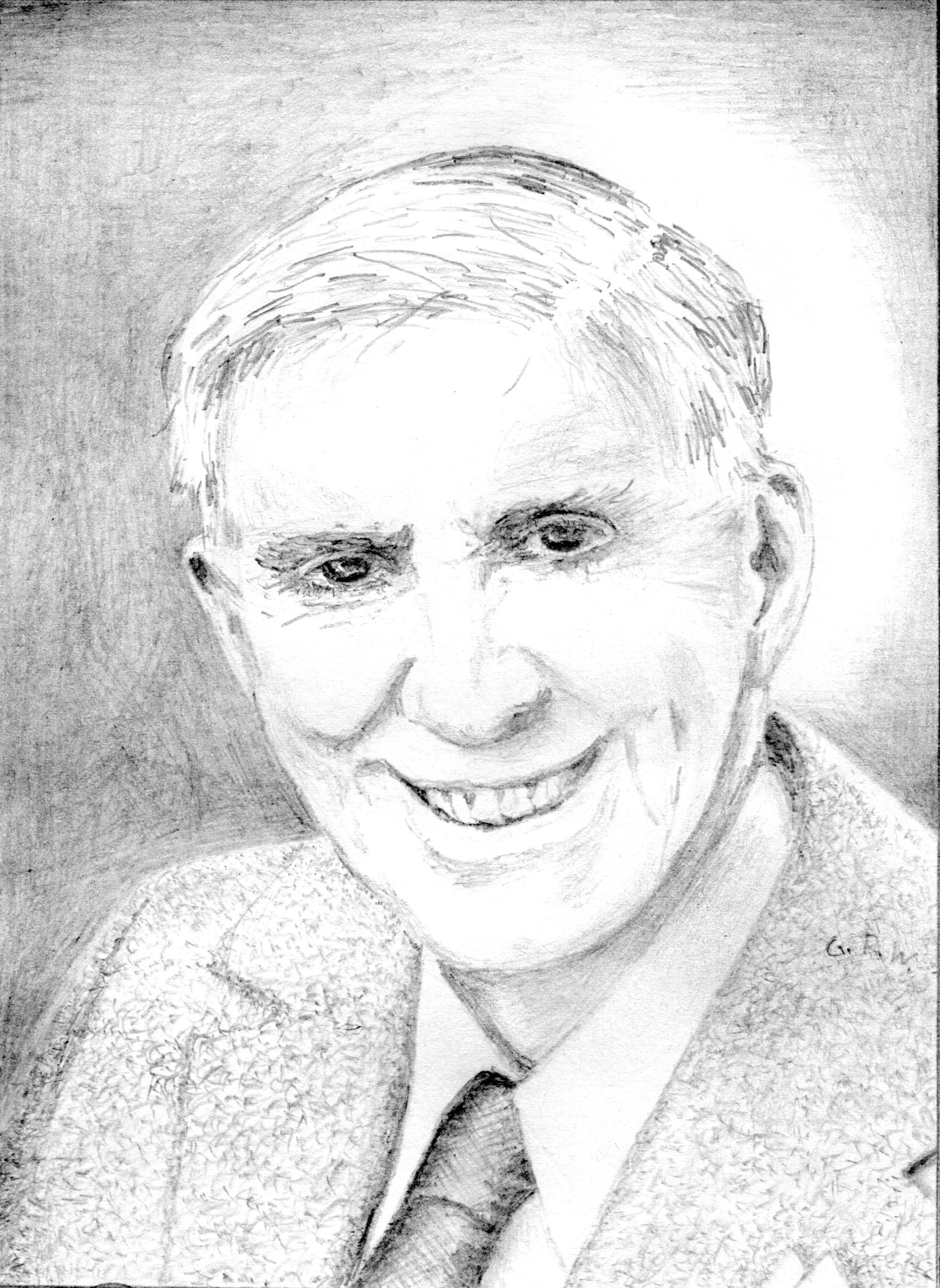
Len Beadell

Leonard (Len) Beadell OAM BEM (* 1923 in West Pennant Hills, New South Wales; † 12. Mai 1995) war ein australischer Landvermesser, Straßenbauer (ungefähr 6500 km) und Autor. In den 1940er und 1950er Jahren war er verantwortlich für die Erschließung der letzten abgelegenen Wüstengebiete (etwa 2,5 Millionen Quadratkilometer) in Zentralaustralien durch Naturstraßen. Er wird manchmal auch als der „letzte australische Entdecker“ bezeichnet.

## Erkundung
Während seiner Arbeit als Landvermesser in der Australian Army (Army Survey Corps) wurde er von der Regierung im Jahr 1947 beauftragt, eine Straße mitten durch Australien zu bauen, um einem geeigneten Ort für Waffentests zu finden. Dies führte zur Erschließung des Testgeländes bei Woomera und Maralinga (aboriginal für Donner), wo später eine britische Atombombe getestet wurde. Beide Standorte wurden von Len Beadell erkundet und ausgewählt.

### Gunbarrel Highway
Seine erste Straße war der Gunbarrel Highway, benannt nach seiner Mannschaft, der „Gunbarrel Crew“ – er sagte, er versuche immer, die Straße so gerade wie einen Gewehrlauf (Gunbarrel) zu bauen. Len Beadell begann den Bau zunächst mit dem Auskundschaften der Gegend, indem er mit seinem Land Rover durch den Busch fuhr. Längen- und Breitengrad seiner Position bestimmte er dabei durch astronomische Navigation. Nachdem er so den groben Verlauf der Strecke festgelegt hatte, entfernte eine Planierraupe zunächst grob alle Spinifex- und Mulgasträucher. Ein Grader planierte die Trasse anschließend, wodurch eine einfache Naturstraße entstand.
Der Gunbarrel Highway wurde von Ost nach West gebaut, beginnend am Stuart Highway, südlich von Alice Springs, weiter westwärts zu den Rawlinson Ranges. Im weiteren Verlauf umfährt er südlich die Gibson Desert, vorbei an der Missionsstation bei Warburton, um nach etwa 1400 km bei Carnegie Station auf eine bereits existierende Straße zu treffen. Len Beadells Erzählungen vom Bau der Piste finden sich in seinem ersten Buch Too Long in the Bush und geben einen Einblick in die Schwierigkeiten, Herausforderungen und sehr begrenzten technischen Mittel des Projekts sowie die großen Entbehrungen und Risiken für Leib und Leben bei der Durchführung. Sie zeichnen sich überdies durch großen Humor aus.

### Spätere Straßen
Nach dem Gunbarrel Highway legten Beadell und seine Mannschaft mit der gleichen Methode weitere Pisten im australischen Busch an. Die meisten davon benannte er nach Mitgliedern seiner Familie benannt, so etwa den Connie Sue Highway nach seiner Tochter, den Gary Highway und die Gary Junction Road nach seinem Sohn und den Anne Beadell Highway nach seiner Ehefrau. Die Sandy Blight Junction Road allerdings hat ihren Namen von einer Augenkrankheit, unter der Len Beadell während des Baus litt. All diese Straßen haben das australische Outback für unterschiedliche Zwecke zugänglich gemacht. Weiterhin wählte Beadell den Standort für die Giles Meteorological Station aus und vermaß ihn.

## Vermächtnis
Len Beadell markierte viele Wegpunkte entlang seiner Straßen mit Aluminiumschildern, auf denen Breitengrad, Längengrad und andere Informationen eingestanzt waren. Viele dieser Schilder wurden in der Folge von Souvenirjägern gestohlen. Es ist ein Programm aufgelegt, um sie durch originalgetreue Kopien zu ersetzen. Beadells Name taucht an vielen Stellen auf australischen Straßenkarten auf. Neben Geländeformationen wie dem Mount Beadell sind oftmals auch kleinere Landmarken wie Len Beadell’s Tree („Len Beadells Baum“) oder Len Beadell’s Burnt Out Truck („Len Beadells ausgebrannter Lastwagen“) als Orientierungshilfen in einer riesigen, ansonsten weitgehend konturlosen Landschaft angegeben.
Heutzutage hat die neuere Great Central Road viele von Beadells Pisten abgelöst. Die direktere Wegführung war allerdings erst durch moderne, schwere Maschinen möglich. Dennoch existieren alle alten Straßen noch und werden meist von Allrad-Enthusiasten befahren. Dies bedarf allerdings einer gründlichen Vorbereitung, denn sie sind schwierig zu befahren und führen fast alle durch Aborigines-Land, zu dessen Durchquerung eine Genehmigung benötigt wird.

## Ehrungen
Len Beadell wurde 1958 mit der British-Empire-Medaille für den Bau des Gunbarrel Highway ausgezeichnet, 1988 erhielt er die Medaille des Order of Australia. Nach ihm wurde der Asteroid (3161) Beadell benannt, denn erst durch seine Straßen wurde die Entdeckung von einigen wichtigen Meteoriten im australischen Outback möglich.

## Bücher von Len Beadell
- Too Long In The Bush
- Beadell, Len: Blast The Bush. Lansdowne Publishing, 1967, ISBN 1-86302-618-5.
- Bush Bashers
- Still In The Bush
- Beating About The Bush
- End Of An Era
- Outback Highways (Eine Sammlung der obigen Bücher)
- Around The World In 80 Delays: A Traveller’s Tale

## Bücher über Len Beadell
- A Lifetime In The Bush: Die Biographie Len Beadell’s von Mark Shephard